# Viktor Skála
Viktor Skála (* 3. března 1968 Brno) je český divadelní herec.
V roce 1992 vystudoval činoherní herectví na Divadelní fakultě Janáčkovy akademie múzických umění v Brně. Poté nastoupil do angažmá Městského divadla Brno. Má tři dcery a jednoho syna. Jedna z jeho dcer, a to Eliška Hladilová (rozená Skálová) také účinkuje v Městském divadle Brno. V roce 2008 byl zapojený do Kuřimské kauzy, kdy jeho vlastní (tehdy 13letá) dcera Marie byla využita k vytvoření nové identity pro Barboru Škrlovou. Viktor Skála se znal s Barborou Škrlovou, která byla hlavou náboženského kultu zahrnujícího pedofilii a týrání dětí.

## Role vMdB
- Herodes – Betlém
- Áda Čuřil – Škola základ života
- Vilém z Baskervillu – Jméno růže
- Leonard – Dobře rozehraná partie
- De Guiche – Cyrano z Bergeracu
- Generál – Mefisto
- Muž – Otec

## Filmografie
- Definice lásky (TV film) (2012)
- Sejít z cesty (TV film)
- Okno do hřbitova (TV seriál) (2011)
- Škola základ života (divadelní záznam)
- 4teens (TV seriál)
- Dešťová víla (2010)
- Smrt Pavla I. (divadelní záznam) (2008)
- Velkofilm (TV film) (2007)
- V jámě lvové (divadelní záznam)
- Krev zmizelého (TV seriál) (2006)
- Znamení kříže (divadelní záznam)
- Já z toho budu mít smrt (TV film) (2005)
- Kamenný klíč (TV film)
- Krev zmizelého
- Poslání s podrazem (TV film) (2002)
- Mistr a Markétka (divadelní záznam) (2001)
- Podzimní návrat
- Elektrický nůž (TV film) (1999)
- Četnické humoresky (TV seriál) (1997)
- Detektiv Martin Tomsa (TV seriál) (1994)
- Návrat do cizí země (TV film)
- Případ s černým vzadu (TV film) (1992)
- Svlékání kůže (TV film) (1991)
- Král lenochů (TV film) (1989)
- Třetí sudička (TV film) (1986)

TV pořady
- Vínečko, ne voda (TV pořad) (2005)